# Rad Mobile
Rad Mobile (ラッドモビール, Raddo Mobīru) é um jogo eletrônico de corrida desenvolvido pela Sega AM3 e publicado pela Sega. Foi publicado pela primeira vez no Japão em outubro de 1990, seguido por um lançamento internacional para arcades em fevereiro de 1991. Rad Mobile foi o primeiro jogo em 32 bits da Sega, usando a placa de sistema de arcade System 32. Notavelmente, o jogo também marca a primeira aparição do personagem Sonic the Hedgehog. Foi portado para o Sega Saturn em dezembro de 1994 sob o nome Gale Racer (ゲイルレーサー, Geiru Reisā). Um jogo semelhante com um gabinete de dois lugares também foi lançado em 1991 como Rad Rally (ラッドラリー, Raddo Rarī). Rad Mobile recebeu críticas mistas, que elogiaram seus visuais 3D, mas criticaram sua jogabilidade.

## Jogabilidade e desenvolvimento

Captura de tela da jogabilidade mostrando os gráficos 32 bits do jogo. Sonic the Hedgehog faz sua primeira aparição, pendurado acima do espelho retrovisor.

Semelhantemente a Out Run, o conceito por trás de Rad Mobile é uma corrida contra oponentes nos Estados Unidos. Os jogadores devem correr por todo o país, evitando carros da polícia. Em certos pontos da corrida, a estrada se bifurca, permitindo aos jogadores pular várias etapas. O clima do jogo e a hora do dia mudam, às vezes exigindo que os jogadores liguem os limpadores de para-brisa ou os faróis. Rad Mobile também foi a primeira aparição de Sonic the Hedgehog, aparecendo como um item decorativo pendurado no espelho retrovisor do motorista. A aparição de Sonic no jogo antecedeu sua estreia em Sonic the Hedgehog para o Sega Genesis em oito meses. Interessado em tornar seu novo personagem visível ao público, a Sonic Team aprovou sua aparição no jogo.
O crédito de desenvolvimento geralmente é dado a Yu Suzuki e sua divisão Sega AM2, os desenvolvedores de Out Run, que estabeleceram a fórmula da jogabilidade de Rad Mobile, mas Suzuki não os listou em nenhuma de suas listas oficiais de trabalhos. Zach Whalen, professor associado da Universidade de Mary Washington, localizou um segmento de texto no código-fonte do jogo sugerindo que a Sega AM3 era a verdadeira desenvolvedora do jogo. Em uma entrevista de 1991, o chefe da AM3 Hisao Oguchi fez menção ao envolvimento da AM3 no desenvolvimento de Rad Mobile. A divisão AM4 da Sega, na época uma designer de gabinetes de arcade, teve envolvimento com a construção do gabinete deluxe do jogo que iria girar, e apresentava luzes de freio funcionais.

## Lançamento
O jogo foi publicado pela primeira vez no Japão em 3 de outubro de 1990, em arcade, no JAMMA Show. Rad Mobile marcou a estreia da placa de sistema de arcade System 32, a última a utilizar sprites no lugar de polígonos 3D. O jogo fez sua estreia no exterior na Amusement Trade Exhibition no Reino Unido em janeiro de 1991, seguido por seu lançamento internacional em fevereiro. Uma versão de Rad Mobile foi demonstrada em feiras japonesas operando no gabinete R360 da Sega, mas nenhum registro de lançamento foi encontrado. Mais tarde no mesmo ano, a Sega lançou Rad Rally, baseado em Rad Mobile, mas com mudanças e a adição de multiplayer para dois jogadores. Rad Rally foi lançado em um gabinete de arcade de dois lugares.
Em 1994, um porte de Rad Mobile foi lançado apenas no Japão para o Sega Saturn, como Gale Racer. Seu lançamento foi muito posterior à versão de arcade devido ao hardware do Genesis ser insuficiente para jogar o jogo. Gale Racer foi dirigido por Tomohiro Kondo, que trabalhou na série Panzer Dragoon, e desenhado por Takashi Yuda, responsável pelo design de The Revenge of Shinobi (1989). Como parte do porte, os designs dos carros foram alterados para polígonos no lugar dos sprites originais.

## Recepção e legado
Na época de seu lançamento, a versão de arcade foi um sucesso comercial no Japão. Rad Mobile foi o quarto jogo dedicado de arcade de maior bilheteria de 1991 no país, enquanto Rad Rally teve a sétima maior bilheteria.
Rad Mobile foi geralmente elogiado por seus gráficos, mas criticado por sua jogabilidade. A Sinclair User afirmou que a Sega "se concentrou na tecnologia e esqueceu a jogabilidade". O revisor John Cook chamou a jogabilidade de "maçante" e afirmou que havia pouco a fazer no jogo além de olhar para os visuais. John Cook também revisou Rad Mobile à The One, afirmando que ele emprega "alguns efeitos surpreendentes, mas pouca ou nenhuma jogabilidade" e sugere GP Rider como alternativa, afirmando que "Alguns vão gostar [de Rad Mobile] porque é barulhento e colorido, mas os aficionados vão ficar com GP Rider". A Computer and Video Games fez uma revisão afirmando que o jogo é "tecnicamente excelente" e tem "3D excepcionalmente realista", mas não tem nada para estimular uma jogabilidade viciante. Em uma crítica de março de 1991, a Ace descreveu Rad Mobile como "alto em visuais e baixo em jogabilidade". A Beep! Mega Drive elogiou o modo como o carro usava o limpador de para-brisa na chuva e os faróis à noite.
Gale Racer teve recepção negativa, com Horowitz afirmando que, com base no talento por trás do porte para o Saturn, "se esperaria nada menos do que o melhor jogo de corrida em casa já feito". A Computer and Video Games detestou Gale Racer, criticando a jogabilidade, os visuais e a hipótese de que foi levado às prateleiras para combinar com o lançamento do Saturn.
Retrospectivamente, o historiador de jogos eletrônicos Ken Horowitz afirmou que Rad Mobile não é muito reconhecido como um jogo de corrida influente, embora ele reforce que o jogo merece pelo menos algum reconhecimento como o primeiro jogo de corrida de 32 bits da Sega e por marcar o primeiro aparecimento de Sonic the Hedgehog. Martin Dodd da Retro Gamer comparou os gráficos do jogo com Power Drift e chamou o jogo de "muito bom para a época com 32 bits". Escrevendo para a AllGame, Anthony Baize fez uma revisão retrospectiva positiva, chamando os gráficos de "melhores do que qualquer jogo de corrida que o precedeu".